# Пенькі-Собуткі
Пенькі-Собуткі (пол. Pieńki-Sobótki) — село в Польщі, у гміні Анджеєво Островського повіту Мазовецького воєводства.
Населення — 75 осіб (2011).
У 1975-1998 роках село належало до Ломжинського воєводства.

## Демографія
Демографічна структура станом на 31 березня 2011 року:
|          | Загалом | Допрацездатний вік | Працездатний вік | Постпрацездатний вік |
| -------- | ------- | ------------------ | ---------------- | -------------------- |
| Чоловіки | 41      | 4                  | 30               | 7                    |
| Жінки    | 34      | 4                  | 15               | 15                   |
| Разом    | 75      | 8                  | 45               | 22                   |